# Nicolas Wamba
 (mars 2014).
Nicolas Wamba, né le 12 février 1988 à Saint-Brieuc, est un boxeur professionnel français. Il pratique le kick boxing, le K1 rules et le full-contact.
Boxeur au style atypique[non neutre], il évolue au Master kick © Gym Cap-d'Agde (Hérault) team DRAGOLE.

## Biographie
Nicolas Wamba débute au KFB de Saint-Brieuc. Il est le fils d'Anaclet Wamba,,, boxeur français d'origine congolaise, champion du monde des lourds-légers, titré sept fois mondial World Boxing Council de boxe anglaise.
En 2025, il participe au grand-prix du GLORY 99 et perd contre Mory Kromah en 1/16ème de finale suite à une blessure au tendon d'Achille.

## Palmarès
Au cours de sa carrière, il mène 81 combats de kick boxing, dont 74 victoires et 7 défaites :
- Le 9 décembre 2023, lors de la 15e Kick's Night d'Agde, en France, il devient champion du monde poids lourd +100 kilos de l'International Sport Kickboxing Association en battant le Roumain Marius Munteanu[5].

- Le 8 avril 2023 à Alès, il est champion européen des poids lourds +100 kilos du World Kickboxing Network à l'issue d'un combat contre le Suédois Faris Lukovic lors de la soirée « Boxing Supremacy »[6].
- Le 19 décembre 2022, il est vainqueur du Kick's Night Trophy lors de la 14e Kick's night d'Agde.
- Le 12 mai 2017, il est champion intercontinental des poids lourds + 96 kg WKN lors du 14e TEKB Cap d'Agde event.
- Vainqueur contre Nordine Mahieddine - GLORY 35 Nice.
- Champion d'Europe WKN +96,6 kg - K1 11 juin 2016 lors du 13e TEKB Cap d'Agde.
- Ceinture Intercontinentale WKN des poids lourds + 96 kg le 24 mai 2015 à Prague, en République Tchèque - "SIMPLY THE BEST 4" ;
- Champion du monde WKN + 96,6 kg - K1er mars 2014 lors du 11e TEKB Cap d'Agde.
- Champion d'Europe WKN +96,6 kg - K1er mars 2013 lors du 10e TEKB Cap d'Agde.
- Champion de France 2008 + 91 kg Elite classe A ;
- Finaliste du K1 de Moscou 2008 ;
- Finaliste du K1 du Portugal 2009 ;
- Vainqueur du Kick Tournament -K1 Marseille 2010 ;
- Vainqueur de Yann Thomas par KO technique au 7e TEKB Cap d'Agde 2010 ;
- Vainqueur de Nordine MAHIEDDINE par arrêt médical au 8e TEKB Cap d'Agde 2011 ;
- Vainqueur de Stephan Leko KO 4e Fight Night à Saint-Tropez en août 2013 ;
- Vainqueur de Pacôme Assi (en) lors de la 2e édition du Warrior Night organisée par Joe Prestia, ancien champion du monde de boxe thaï le 11 octobre 2013 ;
- Vainqueur de Daniel Sam Nuit des Champions 2013 de Marseille, il gagne la ceinture des poids lourds + 100 kg K-1 le 23 novembre 2013 ;
- Vainqueur de Arnold Oborotov (en) par KO 2e Fight Night le 4 août 2014 à Saint-Tropez.

En full-contact: 11 combats, 11 victoires :
- Champion de France 2008 +91 kg Elite classe A ;
- Champion de France Junior 2005, 2006 de full contact ;
- Champion de la Coupe de France Junior 2004, 2005 de Full Contact ;
- Champion du Monde W.A.K.O. Junior 2004 ;
- Vainqueur du Tournoi de « la Nuit des Titans » lors de la 4e édition 2008 + 91 kg Elite classe A.

En boxe anglaise amateur : 6 combats, 4 victoires, 2 défaites : il est vice-champion de France Junior 2006.
En boxe anglaise professionnelle : 8 combats, 6 victoires, 1 KO, 2 défaites :
- Vainqueur du BIGGER'S BETTER 8 2011 à Lisbonne, au Portugal ;
- Demi-Finaliste BIGGER'S BETTER KING 2011 à Varaždin, en Croatie ;
- Finaliste BIGGER'BETTER 10 2012 à Issy-les-Moulineaux, en France.